# Anacanthotermes sawensis
Anacanthotermes sawensis es una especie de termita cosechadora del género Anacanthotermes, de la familia Hodotermitidae, orden Blattodea. Fue descrita por Al-Alawy, Abdul-Rassoul & Al-Azawi en 1990.
Se distribuye por Asia: Irak. Fue publicada en Al-Alawy, S.A., Abdul-Rassoul, M. & Al-Azawi, A. (1990) Description of new species of termites (Insecta, Isoptera) from Iraq. Bulletin of the Iraq Natural History Museum 8, 25–33.